# Dimeria josephii
Dimeria josephii là một loài thực vật có hoa trong họ Hòa thảo. Loài này được Ravi & N.Mohanan mô tả khoa học đầu tiên năm 2001.